# CD Matchedje de Maputo
El Matchedje Maputo es un equipo de fútbol de Mozambique que juega en la Moçambola 2, la segunda liga de fútbol más importante del país.

## Historia
Fue fundado en el suburbio de Matola en la capital Maputo y han sido campeones de la Moçambola en 2 ocasiones y también han ganado un título de copa.
A nivel internacional han participado en 3 torneos continentales, donde su mejor participación ha sido en la Copa Africana de Clubes Campeones 1988, en la que fueron eliminados en los cuartos de final por el Al Ahly de Egipto.

## Palmarés
- Moçambola: 2

1987, 1990
- Taça de Mozambique: 1

1990

## Participación en competiciones de la CAF
| Temporada | Torneo                            | Ronda            | Club                 | Casa  | Visita | Global |
| --------- | --------------------------------- | ---------------- | -------------------- | ----- | ------ | ------ |
| 1988      | Copa Africana de Clubes Campeones | 1                | Jos Nosy-Bé          | 3-1   | 1-2    | 4-3    |
| 1988      | Copa Africana de Clubes Campeones | 2                | Sunrise Flacq United | 5-1   | 0-2    | 5-3    |
| 1988      | Copa Africana de Clubes Campeones | Cuartos de final | Al Ahly              | 1-0   | 0-2    | 1-2    |
| 1991      | Copa Africana de Clubes Campeones | 1                | Pamba SC             | 0-1   | 1-1    | 1-2    |
| 2001      | Recopa Africana                   | 1                | Coffee FC            | w.o.1 | w.o.1  | w.o.1  |

1- El Matchedje abandonó el torneo.